# Philippe Mariotti
 (décembre 2021).
Le contenu est difficilement compréhensible vu les erreurs de traduction, qui sont peut-être dues à l'utilisation d'un logiciel de traduction automatique.
Pour les articles homonymes, voir Mariotti.

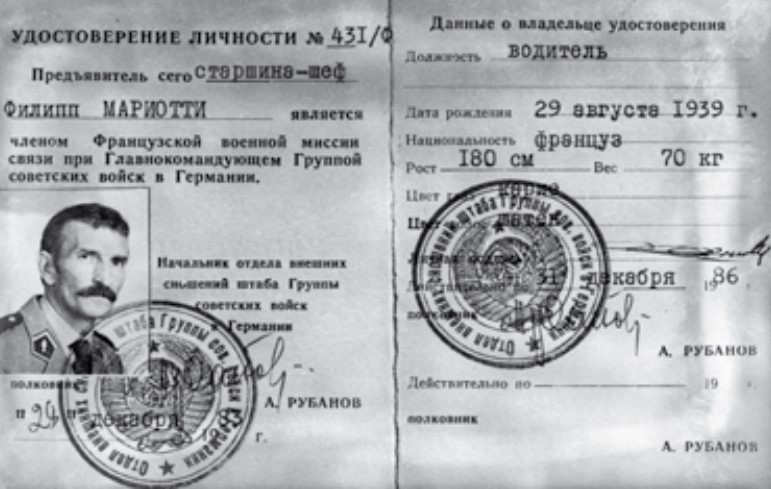
Carte d'accréditation soviétique de Philippe Mariotti

Phillippe Mariotti (né le 29 août 1939 à Cherbourg, France et mort le 22 mars 1984 à Halle-sur-Saale, RDA) a été le principal arbitre de la Mission militaire française de liaison. Il a été tué à un barrage routier par des membres du Ministère de la Sécurité d'État et de la 11e division de fusiliers motorisés de la Nationale Volksarmee.

## Carrière militaire
Philippe Mariotti s'est porté volontaire pour l'Arme blindée et cavalerie en 1958 et a été déployé en Algérie jusqu'en 1961. Il a ensuite été muté aux Forces françaises en Allemagne en Allemagne de l'Ouest. D'abord à Friedrichshafen puis, jusqu'en 1975, à Tübingen, au sein du 5e régiment de dragons. Il a ensuite servi pendant 2 ans dans le 89° Bataillon des Services puis à la Mission Militaire Française de Liaison (MMFL) à partir du 1er août 1982.

## Circonstances du décès
Le 22 mars 1984, Philippe Mariotti était le chauffeur d'une Mercedes-Benz 280 E de la Mission Militaire Française de Liaison. Se trouvaient également à bord un autre adjudant-chef, Jean-Marie Blancheton, et un capitaine, Jean-Paul Staub. Le but du déplacement était une reconnaissance pour observer l'exercice conjoint "JUG 84" de la 11e division de fusiliers motorisés avec les forces armées polonaises et soviétiques. Selon l'ordre de mission du MfS du 19 mars 1984 et un plan détaillé qui a été élaboré au préalable, le véhicule de mission devait être bloqué par des membres du MfS et de la NVA.
Vers 11 h 00, le véhicule de la mission est arrêté près de la caserne Otto Brosowski. A ce moment-là, un Ural 375 piloté par des membres du MfS et de la NVA a bloqué la route avec une remorque. Pour dégager son véhicule, Mariotti a essayé d'éviter le camion sur le côté. Le freinage d'urgence qui a été déclenché n'a pas réussi, la Mercedes étant ensuite percutée par un autre Ural-375 pour aller s'encastrer sous le premier camion. Mariotti est décédé sur le coup, le capitaine Jean-Paul Staub a été grièvement blessé et transporté à l'hôpital de Halle. L'adjudant-chef Blancheton, légèrement blessé, a refusé tout soin dans un hôpital. L'équipement de la mission tels que les films, les cartes, le magnétophone, la boussole et les bons de carburant ont été partiellement volés. Mariotti a été extrait du véhicule par les pompiers après environ une heure. Le soir du 22 mars vers 18 h 30, des militaires français arrivent de Berlin-Ouest avec deux véhicules de mission, deux ambulances et un médecin français pour prendre en charge Mariotti et les deux blessés. Dans le rapport d'accident du bureau de district de la police populaire à Halle, il a été noté que Mariotti était entré dans une zone réglementée, n'avait pas respecté le code de la route et les deux camions de la NVA n'ont pas pu éviter le véhicule de la mission française,.

### Suites
Neuf participants membres du MfS et de la NVA ont reçu un prix en mars 1984, assorti d'un bonus de 1.000 marks est-allemands chacun. Le blocus meurtrier a fait l'objet d'une protestation écrite de l'ambassadeur de France à son homologue soviétique en RDA. Le vice-ministre de la Sécurité de l'État, le général de corps d'armée, Gerhard Neiber, mis en place une commission d'enquête, qui est parvenue à la conclusion que les mesures contre la mission militaire de liaison doivent être préparées de manière plus nuancée à l'avenir et que des effets comme à Halle doivent être évités. Afin d'éviter de causer de graves problèmes aux missions de liaison militaires soviétiques en République fédérale, des mesures perturbatrices au lieu de blocus doivent être utilisées à l'avenir.

## Récompenses
- 11 mai 1984, Chevalier de la Légion d'Honneur, à titre posthume[8]
- Médaille militaire
- Croix de la Valeur militaire avec une étoile de bronze
- Croix du Combattant
- Médaille Commémorative des Opérations de Sécurité en AFN

## Commémoration

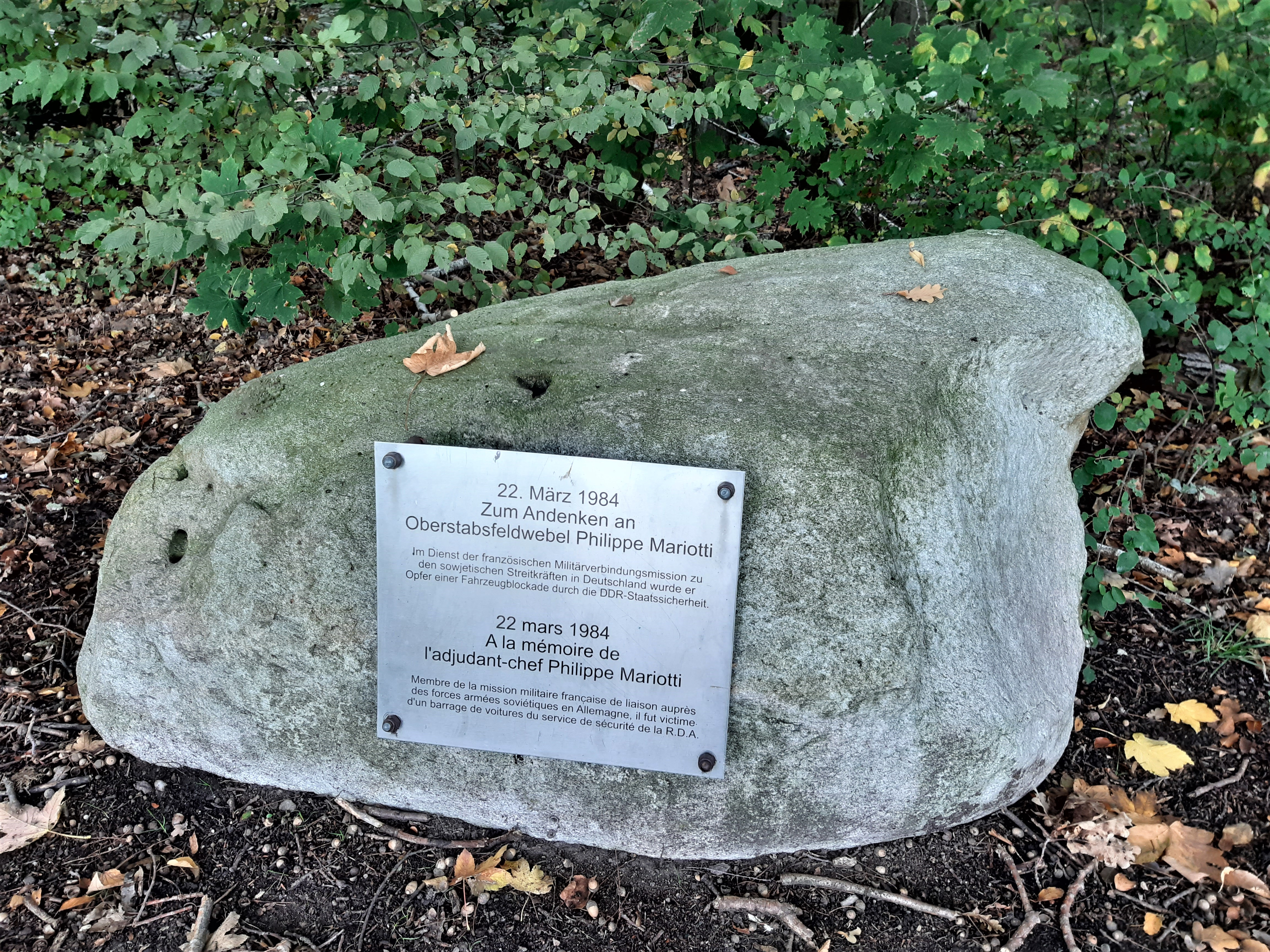
La simple plaque gravée dans sa mémoire

Le 20 avril 1984, des membres de la Mission Militaire Française de Liaison, en présence du commandant soviétique du commandant de Halle, ont organisé une cérémonie commémorative sur les lieux de l'accident, au cours de laquelle une croix a été érigée et une couronne et des fleurs ont été posées. Après la cérémonie, les membres du MfS ont retiré la croix, les fleurs et la couronne. A la mémoire de Philippe Mariotti, à l'occasion du 20e anniversaire de l'accident du 21 mars 2004, en présence du Général de brigade D. Jean Paul Huet, alors chef de la mission française, a inauguré le mémorial Mariotti à Halle. La 145e promotion de l'École nationale des sous-officiers d'active (ENSOA) de l'École des sous-officiers s'appelle Phillippe Mariotti.